# Martin Theusner
Martin Johannes Theusner (* 23. Dezember 1878 in Burowietz, Oberschlesien; † 20. Dezember 1942) war ein deutscher Ingenieur, Unternehmer und Wehrwirtschaftsführer.

## Leben
Theusner war ein Sohn des Bergverwalters Emil Theusner und dessen Ehefrau Sidonie, geb. Hesse. Nach dem Erwerb des Abiturs an der Oberrealschule in Gleiwitz arbeitete er einige Zeit in verschiedenen Unternehmen und studierte anschließend Chemie und Hüttenkunde an der Technischen Hochschule Berlin-Charlottenburg. 1900/1901 leistete er als Einjährig-Freiwilliger Wehrdienst im Infanterie-Regiment Nr. 22 in Gleiwitz. 1904 absolvierte er das Examen zum Diplom-Ingenieur und war danach als Assistent an der TH Berlin tätig. Am 12. Juni 1908 promovierte er an der Universität Berlin zum Dr.-Ing. Das Thema seiner Dissertation lautete „Beiträge zur Erweiterung der bisherigen Kenntnisse von der Konstitution natürlicher und künstlicher Schlacken“. 1912 heiratete er in Berlin Paula Mayer, eine Tochter des Reichsmilitärgerichtsrats Philipp Otto Mayer. Aus der Ehe gingen drei Söhne und zwei Töchter hervor.
Martin Theusner lebte in Bodenwöhr in der Oberpfalz, wurde zunächst Fabrikdirektor in Solingen und später Generaldirektor der Firma Krausewerke GmbH Niederschlesische Eisen- und Stahlwerke in Neusalz an der Oder. In seiner Zeit in Solingen hatte er 1913 Anzeige gegen den bayerischen Landtagsabgeordneten und späteren Ministerpräsidenten Heinrich Held aus Regensburg wegen angeblichen Meineids erstattet. Theusner war ab 1913 Vorstandsmitglied und ab 1919 Generaldirektor des Siegen-Solinger Gussstahl-Aktien-Vereins, den er zuvor durch Fusion mehrerer Werke ausgebaut hatte. Während des Ersten Weltkriegs diente er im Neuruppiner Infanterie-Regiment Nr. 24.
Theusner war Mitglied des Vereins deutscher Gießereifachleute im NS-Bund Deutscher Technik. In Anerkennung seiner Verdienste um die deutsche Wehrwirtschaft wurde zum Wehrwirtschaftsführer ernannt.

## Schriften (Auswahl)
- Beiträge zur Erweiterung der bisherigen Kenntnisse von der Konstitution natürlicher und künstlicher Schlacken. In: Metallurgie 5 (1908).